# Kristopher Horn
Kristopher Horn (25 de abril de 1994) es un deportista estadounidense que compite en bobsleigh en la modalidad doble. Ganó una medalla de bronce en el Campeonato Mundial de Bobsleigh de 2019, en la prueba por equipo.

## Palmarés internacional
| Campeonato Mundial | Campeonato Mundial | Campeonato Mundial | Campeonato Mundial |
| Año                | Lugar              | Medalla            | Prueba             |
| ------------------ | ------------------ | ------------------ | ------------------ |
| 2019               | Whistler (Canadá)  | Medalla de bronce  | Equipo             |